# ザッツ・レビュー
『ザッツ・レビュー』は宝塚歌劇団によって制作されたミュージカル作品。花組公演。形式名は「宝塚グランド・ロマン」。宝塚・東京における本公演と中日公演は2部30場。
作・演出は植田紳爾、演出は石田昌也。

## 解説
※『宝塚歌劇100年史（舞台編）』の宝塚大劇場公演のページを参考にしている。
1997年の宝塚は『モン・パリ』誕生70周年を迎え、東京では1934年に開場した東京宝塚劇場が12月に閉鎖になり生まれ変わった。そんな宝塚レビューの原点を意味から送られた、レビューへのオマージュ（讃歌）。レビューに憧れて、青春を懸けた男たちの壮大なドラマと、絢爛たるレビューシーンで綴った、一本立て作品。

## 公演期間と公演場所
- 1997年8月8日 - 9月15日（新人公演：8月26日）　宝塚大劇場[1]
- 1997年12月1日 - 12月26日（新人公演：12月9日）　東京宝塚劇場[2]
- 1998年2月1日 - 2月18日　中日劇場[3]

## 構成
- 第1部　モン・パリ狂想曲[1][2][3]
- 第2部　花詩集コンチェルト[1][2][3]

## 主な登場人物
- 春風泰平 - レビュー作りに憧れて田舎から出てきた青年[4]
- 仙 - 泰平に惹かれるレビューの踊り子[4]

## スタッフ
※氏名の後ろに「宝塚」、「東京」、「中日」の文字がなければ全劇場共通。
- 作詞：公文健[1]
- 作曲・監修：吉田優子[1]
- 作曲・編曲：寺田瀧雄[1]/鞍富真一[1]
- 音楽指揮：佐々田愛一郎（宝塚・中日）[1][3]/小高根凡平（宝塚・中日）[1][3]、伊沢一郎（東京）[2]/清川知己（東京）[2]
- 振付[1]：羽山紀代美/藍エリナ/御織ゆみ乃/若央りさ
- 殺陣：金田治[1]
- 装置[1]：石濱日出雄/関谷敏昭
- 衣装[1]：任田幾英/中川菊枝
- 照明：今井直次[1]
- 音響：加門清邦[1]
- 小道具[1]：万波一重/伊集院撤也
- 効果：切江勝[1]
- 方言指導：丸山博一[1]
- 演技指導：美吉左久子[1]
- 演出助手[1]：加藤誠/齋藤吉正/大野拓史
- 装置補：広森守[1]
- 衣装補：田口美香[1]
- 舞台進行[1]：濱野文宏/豊田登
- 舞台監督[2]：佐田民夫（東京）/滝澤辰也（東京）/江口正昭（東京）/阿部雅一（東京）
- 演奏：宝塚管弦楽団（宝塚・中日）[1][3]、東宝オーケストラ（東京）[2]
- 製作担当：長谷山太刀夫（東京）[2]
- 制作：久保孝満[1]
- 演出担当（新人公演）：齋藤吉正[1][2]

## 出演者

### 特別出演（宝塚・東京は本公演のみ）
※()は1997、98年当時の所属組。
- 岸香織（専科）[1][3]
- 邦なつき（専科）[1][3]
- 一樹千尋（専科）[1][3]

### 東京公演の休演者（香港公演出演による）
- 萌水せりか[2]
- 優花えり[2]
- 朝海ひかる[2]
- 双葉美樹[2]
- 夢月真生[2]
- 菊穂りな[2]
- 朝比奈慶[2]
- 杏里ミチル[2]
- 美風舞良[2]

### 全国ツアーの出演（花組所属者）
- 磯野千尋[3]
- 一原けい[3]
- 真矢みき[3]
- 町風佳奈[3]
- 詩乃優花[3]
- 愛華みれ[3]
- 貴柳みどり[3]
- 矢吹翔[3]
- 翔つかさ[3]
- 匠ひびき[3]

- 大伴れいか[3]
- 渚あき[3]
- 二葉かれん[3]
- 貴月あゆむ[3]
- 伊織直加[3]
- 美苑えりか[3]
- 真由華れお[3]
- 幸美杏奈[3]
- 風人夕真[3]
- 沙加美怜[3]

- 鈴懸三由岐[3]
- 春野寿美礼[3]
- 真丘奈央[3]
- 桜木絵美[3]
- 麻園みき[3]
- 眉月凰[3]
- 紫蘭ますみ[3]
- 歌花由美[3]
- 瀬奈じゅん[3]
- 絵莉千晶[3]

- 水夏希[3]
- 大鳥れい[3]
- 柾輝かずさ[3]
- 千ほさち[3]
- 舞風りら[3]
- 蘭香レア[3]
- 蘭寿とむ[3]

## 主な配役（宝塚・東京）
※氏名の後ろに「宝塚」、「東京」の文字がなければ両劇場共通。
|            | 本公演                              | 新人公演                            |
| ---------- | ----------------------------------- | ----------------------------------- |
| 春風泰平   | 真矢みき                            | 春野寿美礼                          |
| 仙         | 千ほさち                            | 大鳥れい                            |
| 大河原亮   | 愛華みれ                            | 朝海ひかる（宝塚） 水夏希（東京）   |
| 源次       | 香寿たつき（宝塚） 匠ひびき（東京） | 瀬奈じゅん                          |
| 蔦次       | 詩乃優花                            | 沢樹くるみ                          |
| 大河原花代 | 渚あき                              | 鈴懸三由岐（宝塚） 舞風りら（東京） |
| 松方権之進 | 星原美沙緒                          | 鮎川夏来                            |
| 清水民     | 邦なつき                            | 双葉美樹（宝塚） 鈴懸三由岐（東京） |
| 竹柴正作   | 匠ひびき（宝塚） ?（東京）          | ?                                   |
| 瀬川牡丹   | 岸香織                              | 真丘奈央                            |
| 花川戸六助 | 一樹千尋                            | 麻園みき                            |